# 福特·杜利特尔
福特·杜利特尔（1941年11月30日—）是一位美国演化生物学家和分子生物学家，知名于对蓝细菌与内共生的研究。福特·杜利特尔1985年获古根海姆奖，1991年当选加拿大皇家學會會士，2002年当选美国国家科学院院士，2010年当选挪威科学与文学院院士，2023年当选英国皇家学会院士。